# Hochberg (Kaiserstuhl)
Der Hochberg ist eine 288,7 m ü. NHN hohe kleine Anhöhe im Mittelgebirge Kaiserstuhl im Landkreis Emmendingen in Baden-Württemberg.

## Geographie
Der Hochberg liegt auf dem Gebiet der Gemeinde Sasbach am Kaiserstuhl im Landkreis Emmendingen in Baden-Württemberg. Die Anhöhe befindet sich auf der Gemarkung Jechtingen zwischen dem südwestlich gelegenen Ortsteil Jechtingen und dem nordöstlichen Ortsteil Leiselheim.

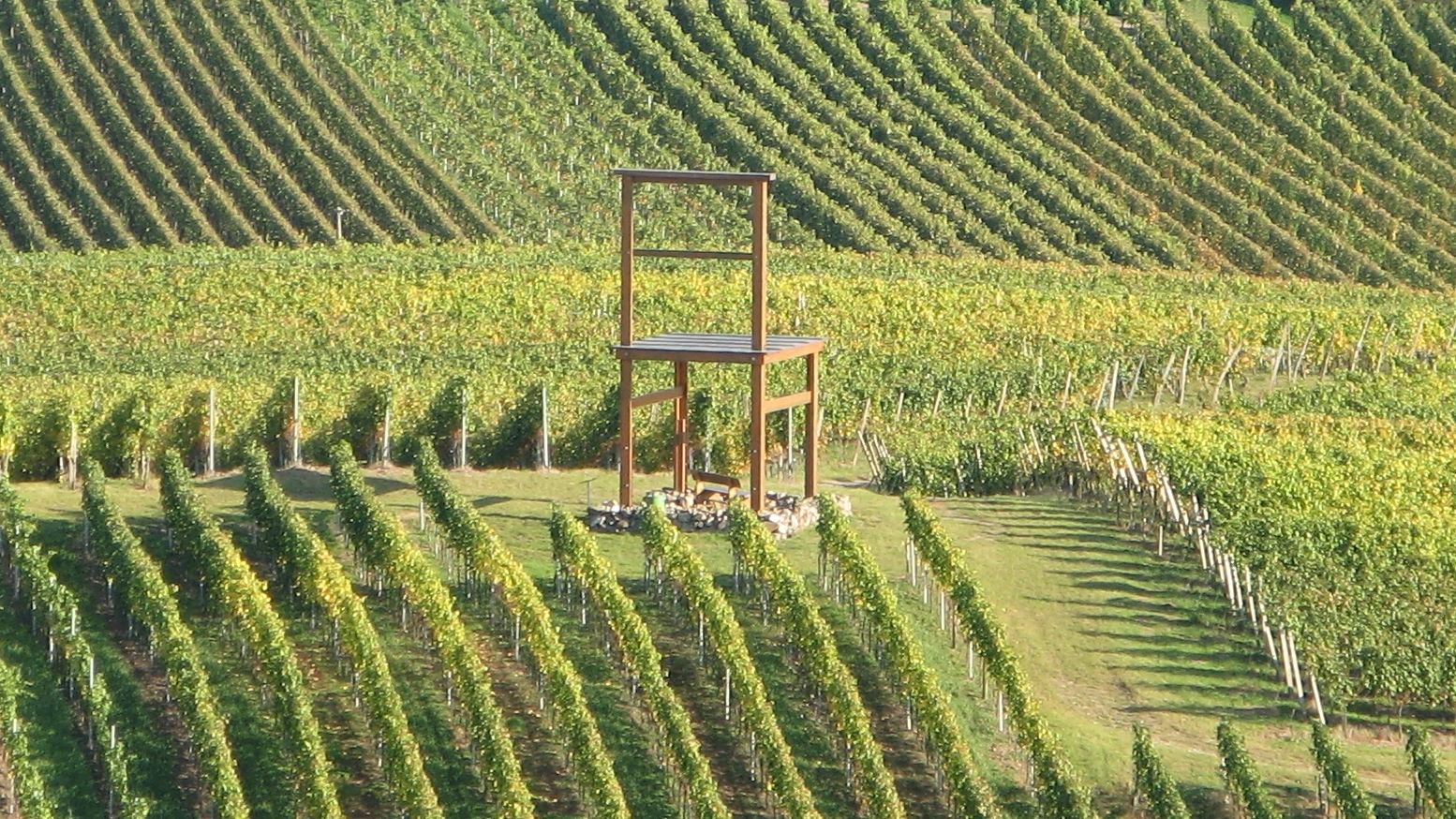
Im Gestühl Leiselheims

Auf der nördlichen Seite des Hochbergs befindet sich das Naturschutzgebiet Hochberg, mit einer Fläche von 0,7 Hektar. Der größte Anteil der etwa 93 Hektar wird allerdings für den Weinanbau genutzt.
Nordwestlich liegt die Anhöhe Eichert (267 m ü. NHN). Unterhalb des Hochbergs, an einem zwischen diesen Anhöhen  verlaufenden und die Ortsteile verbindenden Wirtschaftsweg steht eine kleine Kapelle (Lage). Östlich der Anhöhe liegt Leiselheims Weinlage Gestühl. Im Mittelalter befand sich hier ein bedeutender Gerichtsplatz, der den Namen dieses Mittelgebirges gab. Ein dort übergrößer, aus Holz errichteter Stuhl weist auf diesen historischen Ort hin (Lage).

## Wandern
Einige Themenpfade des Kaiserstuhls führen über oder entlang des Hochbergs, wie z. B. der Wiedehopfpfad von Breisach nach Sasbach, oder der Kirschbaumpfad von Sasbach nach Riegel.